# Tyagaralla
Sri Tyagaralla (pronunciado tiagarála, 17??-1848) era uno de los compositores principales de la música carnática. Se le considera parte de la trinidad de compositores. 
Nació en la casta de los bráhmanas telinga, y era un ardiente entusiasta del dios hindú Rāma. Tyagaralla fue criado en el pueblo de Tiruvayaru, cerca de Tañaúr, en el estado indio de Tamil Nadu.
- Datos: Q5551574